# Constitutionnalisme numérique
Le constitutionnalisme numérique est un concept utilisé dans le contexte de la recherche dédiée à l'impact de la technologie numérique sur les valeurs et les principes constitutionnels. Pour ce qui concerne la notion de constitutionnalisme, le concept n'a pas reçu une définition univoque, étant utilisé pour indiquer un mouvement, un ensemble d'instruments et une idéologie. La notion de constitutionnalisme digital apparu dans le contexte de la révolution numérique caractérisant les premières décennies du vingt-et-unième siècle. A ce moment, la recherche est conduite par des chercheurs de disciplines différentes, comme la jurisprudence, les sciences de la communication, la philosophie et la science politique. Ces études sont principalement concentrés sur les instruments et les acteurs qui soutiennent les valeurs et les principes constitutionnels adéquats à l'ère numérique.

## Définitions
Dans sa théorie du constitutionnalisme numérique, Celeste soutient qui la littérature courante "n'offre pas d'image unitaire du concept". En particulier, il y a un manque de consensus sur l'objectif et la portée du constitutionnalisme numérique. 

### Mouvement
Gill, Redeker et Gasser définissent le "constitutionnalisme numérique" comme un large ensemble d'initiatives provenant d'une pluralité d'acteurs qui ont essayé d'articuler un ensemble de "droits politiques, normes gouvernementales et limitations de l'exercice du pouvoir sur internet". Ils reconnaissent aussi que ces articles manquent de la caractéristique traditionnelle des constitutions, parce qu'ils n'occupent pas une "position fondamentale dans la hiérarchie des sources légales", même s'ils ont des "dimensions" du constitutionnalisme, comme la centralité de la matière constitutionnelle, une communauté politique et une aspiration à la reconnaissance officielle.

### Idéologie
Selon Celeste, le constitutionalisme numérique est une idéologie qui essaye à créer un cadre normatif pour la protection des droits fondamentaux et le balancement du pouvoir dans la société numérique. Il souligne que le terme ‘idéologie’ est utilisé de manière neutral pour identifier une structure définie des valeurs et idéaux. L'idée de constitutionalisme numérique exige un élargissement de la perspective qu’on utilise pour parler de constitutionalisme, de telle sorte qu’on peut reconnaître l'existence du pouvoir des acteurs privés, à côté du pouvoir exercé par les acteurs publiques. Celeste considère que prochainement plusieurs acteurs devraient commencer l'analyse et la comparaison des différents modalités avec lesquelles le processus de constitutionalisation de l'environnement numérique se forme. En particulier, pour pouvoir mieux comprendre les raisons par lesquelles les réponses constitutionnelles sont en train de se matérialiser dans des contextes non-traditionnels aux dehors de la dimension centrée sur l’état.

## Contexte historique

### Révolution numérique
Comme dans le cas de chaque révolution importante du passé, comme par exemple la Révolution française, la révolution numérique qui est en train de se réaliser demande une radicale modification du droit actuellement en vigueur. Par l’analyse de différentes écoles de pensée juridique qui sont émergées pendant les années (par exemple: théorie du droit sociologique) on peut comprendre que chaque système légal est étroitement liés à des changements sociaux et aux besoins des communautés.
Le rôle de la constitution est ceux de guider tous systèmes légaux aussi dans la direction du respect des droits de l'homme que dans le balancement des pouvoirs. Le secteur technologique est placé dans une trajectoire de développement continu, laquelle a "manifestement élargi" la possibilité pour les individus d'exercer leurs droits fondamentaux, comme la liberté d'expression et les libre-échanges des informations, mais au même temps il a créé de nouvelles possibilités pour leurs violations. D'un autre côté, ce développement influence le balancement des pouvoirs. En particulier, avec l'affirmation des entreprises privées comme acteurs principaux à côté des acteurs étatiques qui traditionnellement détiennent le pouvoir. Comme la technologie numérique a engendré des changements dans l’équilibre constitutionnel, il est de plus en plus nécessaire de la modifier pour répondre aux nouveaux défis. 

## Instruments

### Chartes des droits pour l'internet
Redeker, Gill et Gasser définissent le constitutionnalisme numérique comme un "terme parapluie" pour relier un ensemble de documents cherchant à établir une Charte des droits pour l’Internet. Ces Chartes des droits pour l'Internet ne sont pas des constitutions dans le sens classique, mais plutôt elles sont associées avec des constitutions en tant qu'elles partagent les aspects fondamentaux du constitutionnalisme, comme ses valeurs, ses problèmes et ses principes, aussi que sa fonction de limiter les pouvoirs de l’État et d’habiliter les institutions au sein de la société.

### Droit privé
La théorie de Suzor frappe un terrain plus intermédiaire entre les approches public-vs-privé vers le constitutionnalisme numérique vu chez les autres théoriciens. Dans sa théorie, la constitution légale joue un rôle important dans l'orientation du développement de a) le droit contractuel, et b) pour détailler les limites du pouvoir privé dans la sphère numérique - cependant, il appartient au droit privé et aux entités privées elles-mêmes le pouvoir de mettre en place et d’appliquer ces principes. 

### Théorie multiniveau
Celeste propose une théorie à plusieurs niveaux qui voit l’émergence simultanée d’une pluralité de réponses normatives qui cherchent à relever les défis que la révolution numérique génère dans l’écosystème constitutionnel. Ces contre-actions constitutionnelles émergent à de multiples niveaux: à l’intérieur et au-delà de l’État.

## Domaines de recherche

### Gouvernance de la plateforme
Une question clé du constitutionnalisme numérique c'est le rôle des acteurs privés dans cette forme de gouvernement, surtout à travers l'habilitation ou la désactivation des droits de l'utilisateur. Ce pouvoir permet aux entités non-étatiques d'effectuer des fonctions publiques précédemment effectuées seulement par l'état. La théorie de Suzor sur le constitutionnalisme numérique essaie d'identifier des méthodes de gouvernement positives et de limiter le pouvoir en ligne de l'état ainsi que des acteurs privés. Selon Suzor, l'utilisation des valeurs comme la primauté du droit peut être appliquée à la protection des droits individuels comme la liberté d'expression et la confidentialité dans les espaces numériques. Suzor applique cette structure aux différentes plateformes de médias sociaux pour contextualiser sa théorie et la légitimité des documents contractuels en ligne. 